# Luck of the Draw
| Оценки критиков      | Оценки критиков |
| Источник             | Оценка          |
| -------------------- | --------------- |
| AllMusic             | [ 1 ]           |
| Chicago Tribune      | [ 2 ]           |
| Entertainment Weekly | A               |
| Los Angeles Times    | [ 4 ]           |
| Robert Christgau     | A               |
| Rolling Stone        | [ 6 ]           |

Luck of the Draw — одиннадцатый студийный альбом американской блюз-рок-певицы Бонни Рэйтт, вышедщий 25 июня 1991 года на лейбле Capitol Records. Luck of the Draw достиг позиции № 2 хит-парад альбомов США Billboard 200, получил три премии Грэмми и имел тираж 7 млн копий.

## Список композиций
| №                   | Название                           | Автор(ы)                                | Длительность |
| ------------------- | ---------------------------------- | --------------------------------------- | ------------ |
| 1.                  | «Something to Talk About»          | Shirley Eikhard                         | 3:47         |
| 2.                  | «Good Man, Good Woman»             | Cecil Womack Linda Womack               | 3:33         |
| 3.                  | «I Can't Make You Love Me»         | Mike Reid Allen Shamblin                | 5:32         |
| 4.                  | «Tangled and Dark»                 | Bonnie Raitt                            | 4:52         |
| 5.                  | «Come to Me»                       | Raitt                                   | 4:20         |
| 6.                  | «No Business»                      | John Hiatt                              | 4:24         |
| 7.                  | «One Part Be My Lover»             | Michael O'Keefe Raitt                   | 5:6          |
| 8.                  | «Not the Only One»                 | Paul Brady                              | 5:03         |
| 9.                  | «Papa Come Quick (Jody and Chico)» | Richard Hirsch Chip Taylor Billy Vera   | 2:43         |
| 10.                 | «Slow Ride»                        | Bonnie Hayes Larry McNally André Pessis | 3:59         |
| 11.                 | «Luck of the Draw»                 | Paul Brady                              | 5:17         |
| 12.                 | «All at Once»                      | Raitt                                   | 5:03         |
| Общая длительность: | Общая длительность:                | Общая длительность:                     | 53:39        |

## Участники записи
- Бонни Рэйтт — гитара, фортепиано, вокал
- Sweet Pea Atkinson — бэк-вокал
- Curt Bisquera — ударные
- Tony Braunagel — перкуссия, ударные, тимбалы
- Arnold McCuller — бэк-вокал
- Larry John McNally — бэк-вокал
- Michael Ruff — клавишные
- Paulinho Da Costa — конга
- Другие

## Чарты

### Альбом
| Чарт (1991—1992)                   | Высшая позиция |
| ---------------------------------- | -------------- |
| Австралия (ARIA)                   | 16             |
| Германия (Offizielle Top 100)      | 55             |
| Новая Зеландия (RMNZ)              | 6              |
| Нидерланды (Album Top 100)         | 26             |
| Норвегия (VG-lista)                | 16             |
| Швеция (Sverigetopplistan)         | 37             |
| Швейцария (Schweizer Hitparade)    | 16             |
| Великобритания (UK Albums Chart)   | 38             |
| США (Billboard 200)                | 2              |
| США (Billboard Top Catalog Albums) | 15             |

#### Итоговый годовой чарт
| Чарт (1999)       | Высшая позиция |
| ----------------- | -------------- |
| США Billboard 200 | 72             |

### Синглы
| Год  | Сингл                      | Высшая позиция | Высшая позиция | Высшая позиция | Высшая позиция |
| Год  | Сингл                      | US             | US AC          | US Rock        | UK             |
| ---- | -------------------------- | -------------- | -------------- | -------------- | -------------- |
| 1991 | «Something to Talk About»  | 5              | 5              | 12             | —              |
| 1991 | «I Can’t Make You Love Me» | 18             | 9              | —              | 50             |
| 1991 | «Slow Ride»                | —              | —              | 28             | —              |
| 1992 | «Not the Only One»         | 34             | 2              | —              | —              |
| 1992 | «Come to Me»               | —              | 10             | —              | —              |
| 1993 | «All At Once»              | —              | 17             | —              | —              |

## Сертификации
| Регион | Сертификация  | Продажи    |
| --- | ------------- | ---------- |
| Канада (Music Canada) | 4× Платиновый | 400 000^   |
| США (RIAA) | 7× Платиновый | 7 000 000^ |
| * Данные о продажах приведены только на основе сертификации. ^ Данные о тиражах приведены только на основе сертификации. |               |            |

## Награды
Grammy Awards
| Год  | Победитель                | Категория                                          |
| ---- | ------------------------- | -------------------------------------------------- |
| 1991 | «Good Man, Good Woman»    | Лучшее вокальное рок-исполнение дуэтом или группой |
| 1991 | Luck of the Draw          | Лучшее сольное вокальное рок-исполнение            |
| 1992 | «Something to Talk About» | Лучшее женское вокальное поп-исполнение            |